# Възнесение Господне (Несебър)
„Възнесение Господне“ или „Свети Спас“ е късносредновековна православна църква в Несебър, България.

## История и архитектура
Църквата е построена през 1609 г. със средствата на богат несебърски гражданин по времето на митрополит Киприян. Това става ясно от дарителския надпис, разположен над южния вход. Тя е еднокорабна и едноапсидна църква с дължина 11,7 м и ширина 5,7 м. Някога по цялата северна страна е минавал тесен и дълъг притвор и с него ширината на църквата е била 9.8 м. Дървеният стреховиден покрив е без обшивка отвътре. Източната фасада е била наполовина вкопана в земята.
Стените са покрити почти изцяло със стенописи. Върху южната и северната стена са разположени композиции със сюжети от Евангелието, а под тях са изобразени в цял ръст фигури на светци. В апсидата е изписана сцената „Богородица – ширшая небес с Младенеца“.
В църквата е била надгробната плоча на византийската принцеса Матаиса Кантакузина Палеологина, погребана през 1441 г. в „Старата митрополия“ и преместена по-късно тук от несебърския архиепископ, която сега може да се види в Археологическия музей.
Макар и без особени архитектурни достойнства, църквата има добре запазени, реставрирани стенописи, които представят живописната школа в Несебър от XVII век.